# 카일 소예르
카일 솔러(영어:Kyle Soller, 1983년 7월 1일 ~ )는 미국의 배우이다.

## 출연 작품

### 영화
- 퓨리 (2014)
- 키핑 룸 (2014) - 헨리 역
- 몬스터즈 2: 죽음의 대륙 (2015) - 칼 클라 역
- 트립 투 스페이스 (2018) - 조나단 역
- 더 시크릿 하우스 (2018) -포터 역

### 텔레비전
- 폴다크 (2015)
- 스타워즈: 안도르 (2022) - 시릴칸